# Enucleació ocular
L'enucleació ocular  és l'extirpació quirúrgica del globus ocular després de seccionar el nervi òptic i els músculs extrínsecs del globus ocular. L'extirpació ocular origina una anoftàlmia adquirida d'un o dels dos ulls.

## Altres tècniques
- 'Evisceració ocular'  o  'buidament del globus ocular'  és l'extirpació quirúrgica del contingut del globus ocular, però conservant l'escleròtica, les insercions dels músculs extraoculars i el nervi òptic.
- 'Exenteració orbitària'  és l'extirpació quirúrgica de tot el contingut de la cavitat orbitària. [2]

## Indicació
L'extirpació quirúrgica completa d'un o dos  ulls pot ser degut a diversos motius:
- Un traumatisme greu que destrueix el globus ocular
- Cossos estranys intraoculars que no es poden treure i causen irritació
- Un tumor ocular, com per exemple un melanoma uveal, un retinoblastoma unilateral, un estafiloma anterior.
- Iridociclitis, tuberculosi ocular, i glaucoma quan s'acompanyen de dolor intens i procés inflamatori
- Per a la prevenció i tractament de oftalmitis simpàtica
- Panoftalmitis primerenca
- Per millorar estèticament els ulls cecs i desfigurats (no operables)
- Com a tècnica de momificació[3]

## Tractament
El tractament és principalment estètic i es basa en la utilització d'una pròtesi ocular.